# Galaxídi
Galaxídi (grec moderne : Γαλαξίδι) est une ville située dans le dème de Delphes, dans le district régional de Phocide, dans la périphérie de Grèce-Centrale, en Grèce.
Ce petit port se situe à environ 10 km au sud d'Itéa et environ 30 km au sud d'Ámfissa, à environ 25 km au sud-ouest de Delphes.
Selon le recensement de 2021, elle compte 1 761 habitants.

## Toponymie
L'origine du nom Galaxídi (« lait caillé ») reste un mystère.

## Histoire
La ville antique sur le territoire de laquelle elle est située n'est pas précisément identifié, il s'agit d'Oianthi ou de Chaleion.
Elle posséda une très importante flotte commerciale avant la guerre d'indépendance grecque.

## Lieux et monuments
- l'église Saint-Jean
- l'église Saint-Nicolas
- l'église Sainte-Parascève

## Personnalités liées à la commune
- Konstantínos Sáthas (1842-1914), historien, inventeur et traducteur des Chroniques de Galaxídi (1865).
- Spyros Vassiliou (el) (1902-1985), peintre.
- Éva Vlámi (el) (1910-1976), écrivaine.
- Kostoúla Metropoúlou (1933-2004), écrivaine.